# Trần Địch
Trần Địch (tiếng Trung: 陳迪, bính âm: Chén Dí; sinh ngày 3 tháng 10 năm 1983) là vận động viên quần vợt người Đài Loan. Anh là thành viên Đội tuyển David Cup Đài Loan, thi đấu chủ yếu tạiATP Challenger Tour và ITF Futures, cả nội dung đơn lẫn đôi.
Vào tháng 6 năm 2012, Trần Địch vào đến trận chung kết của Toyota Bangalore Open ITF nhưng thua Vishnu Vardhan 6–2, 4–6, 6–1.